# Passanant i Belltall
Passanant i Belltall är en kommun i Spanien.   Den ligger i provinsen Província de Tarragona och regionen Katalonien, i den östra delen av landet, 400 km öster om huvudstaden Madrid. Antalet invånare är 161. Arean är 27,4 kvadratkilometer. Passanant i Belltall gränsar till Guimerà, Vallfogona de Riucorb, Conesa, Forès, Solivella, Vallbona de les Monges och Ciutadilla. 
Terrängen i Passanant i Belltall är platt åt sydväst, men åt nordost är den kuperad.